# Grayville
Grayville is een plaats (city) in de Amerikaanse staat Illinois, en valt bestuurlijk gezien onder Edwards County en White County.

## Demografie
Bij de volkstelling in 2000 werd het aantal inwoners vastgesteld op 1725. In 2006 is het aantal inwoners door het United States Census Bureau geschat op 1620, een daling van 105 (-6,1%).

## Geografie
Volgens het United States Census Bureau beslaat de plaats een oppervlakte van 4,0 km², waarvan 3,9 km² land en 0,1 km² water.

## Plaatsen in de nabije omgeving
De onderstaande figuur toont nabijgelegen plaatsen in een straal van 16 km rond Grayville.